# Felix Timmermans

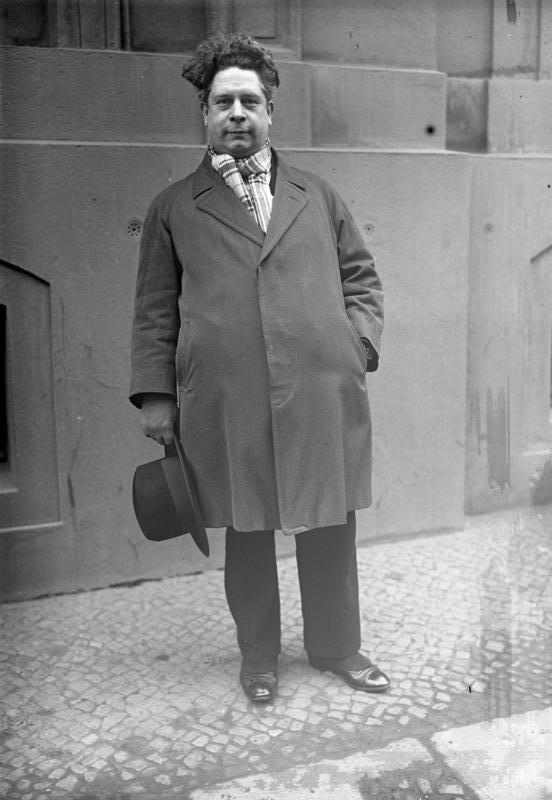
Felix Timmermans bij een bezoek aan Berlijn (december 1931)

Leopoldus Maximilianus Felix Timmermans (Lier, 5 juli 1886 – aldaar, 24 januari 1947) was een Vlaams schrijver en dichter. Hij was een van Vlaanderens meest vertaalde en productieve auteurs. Zijn bekendste werk is de roman Pallieter (1916). Hij schreef ook onder het pseudoniem Polleke van Mher en een enkele keer als Stelijn Koldijs. Polleke van Mher was afgeleid van zijn voornaam (Leopoldus) en Mher was een afkorting van de naam van zijn vader (Gommaire)
Hij was autodidact en schreef toneelstukken, romans met een historisch karakter, novellen, religieus getinte werken, en gedichten.
Naast schrijver was Timmermans ook schilder en tekenaar. Hij illustreerde zijn eigen boeken alsook sommige boeken van zijn collega en vriend Ernest Claes.
Hij was ook zelf de boekbandontwerper van de meeste van zijn boeken.
Hij werd drie keer voorgesteld als kandidaat voor een Nobelprijs.

## Levensloop

### Jeugd
Timmermans werd op 5 juli 1886 om 23u geboren als dertiende in een gezin met veertien kinderen. Zijn vader, Joannes Gummarus (Gommaire), was een reizende koopman in kant. Zijn moeder, Angelina van Nueten, woonde tegenover het ouderlijk huis van Joannes Gummarus. Ze wisselden liefdesbrieven uit doorheen het raam en huwden op 7 februari 1866
Een dag na zijn geboorte werd Timmermans gedoopt in de Lierse Sint-Gummaruskerk. Zijn 17-jarige zus Valeria werd zijn meter, haar vriend Felix van der Slagmeulen zijn peter. De naam Felix, waaronder Timmermans het bekendst is geworden, heeft hij dus aan zijn dooppeter te danken.
Als kind tekende Felix al patronen. Zijn schoolcarrière verliep niet vlekkeloos. Zo moest hij zijn vierde leerjaar overdoen. Hij verliet de school op zijn vijftiende na zijn zesde leerjaar, nadat in de zomer van 1901 tyfus werd vastgesteld. Hij kreeg zelfs de laatste sacramenten toegediend, maar herstelde na lange tijd toch. Nadien ging hij niet meer naar school, maar volgde wel avond- en zondagslessen in de tekenschool. In Antwerpen maakt hij kennis met werk van Rubens en Bruegel.

### Eerste werken
Vanaf zijn zeventiende begon hij gedichten te schrijven die ook regelmatig werden gepubliceerd in Lier Vooruit. Deze gedichten werden gebundeld en in 1907 uitgegeven onder de titel Door de dagen. In 1906 werden een aantal verzen gepubliceerd in Dietsche Warande & Belfort. Gestimuleerd door de lectuur van Stijn Streuvels schreef hij vervolgens enkele naturalistische werken.
In 1910 brak hij als schrijver door met het zwartgallige Schemeringen van de dood, dat mee ontstond onder invloed van Raymond de la Haye, een bevriend kunstschilder, en van geestesgenoot Flor Van Reeth, die de verhalenbundel illustreerde en aan wie het boek werd opgedragen.

### Pallieter
Door een breuk werd Felix Timmermans opgenomen in het ziekenhuis. Hij vreesde voor zijn leven doordat er allerlei complicaties optraden.
Op 12 oktober 1912 trouwde hij met Marieke Janssens. Ze hadden drie dochters: Cecilia, ook bekend als Lia (1920), Clara (1922) en Tonet (1926) en een zoon Gommaar (1930). Deze kinderen werden ook actief in de kunstwereld. Ze illustreerden onder andere werken van hun vader en schreven diverse biografieën over hem.
Vlak voor de Eerste Wereldoorlog schreef hij zijn bekendste werk, Pallieter, dat in 1916 werd uitgegeven. Het wordt door velen als zijn meesterwerk gezien. In 1921 werd het in het Duits vertaald en uitgegeven. In de jaren 1930 schreef de Italiaans-Oostenrijkse componist Carlo Ferdinando Scholta op basis van het boek een operapartituur, getiteld 'Pallieter'.
Het boek Pallieter werd in 2016, 100 jaar na de originele uitgave, opnieuw uitgegeven.

### Vriendschap met Anton Pieck
De Vlaamse sfeer en de breugeliaanse taferelen in Pallieter wekten het enthousiasme van de Nederlandse kunstschilder Anton Pieck op en die zou aan een map met op de roman gebaseerde tekeningen zijn begonnen, ware het niet dat hij Vlaanderen nog nooit zelf gezien had. In deze tijd nam de Haagse kunsthandelaar Cox contact met Pieck op, die ook in Den Haag woonde: Timmermans was bij Cox op bezoek en had assistentie nodig bij het afdrukken van een ets. Tussen Timmermans en Pieck ontstond een hechte, jarenlange vriendschap.
Op Timmermans' initiatief vroeg uitgever Van Kampen Pieck de tiende druk van Pallieter te illustreren. Timmermans wijdde Pieck in in Vlaamse zaken door schetsen bij zijn brieven aan Pieck te voegen: klederdrachten, karren, huisgevels, een kapel met een Madonnabeeld. De schetsen waren vaak antwoorden op vragen van Pieck, maar de illustraties verschillen te veel van Timmermans' schetsen om te kunnen worden beschouwd als uitwerkingen daarvan. De tiende druk verscheen in 1921.
Op 8 november 1997 had in Lier de wereldpremière plaats van "Pallieter" de musical, geschreven door Willy Van Couwenberghe. In 1998 kreeg deze musical de cultuurprijs van de Stad Lier uit handen van minister Marleen Vanderpoorten.

### Interbellum en Tweede Wereldoorlog

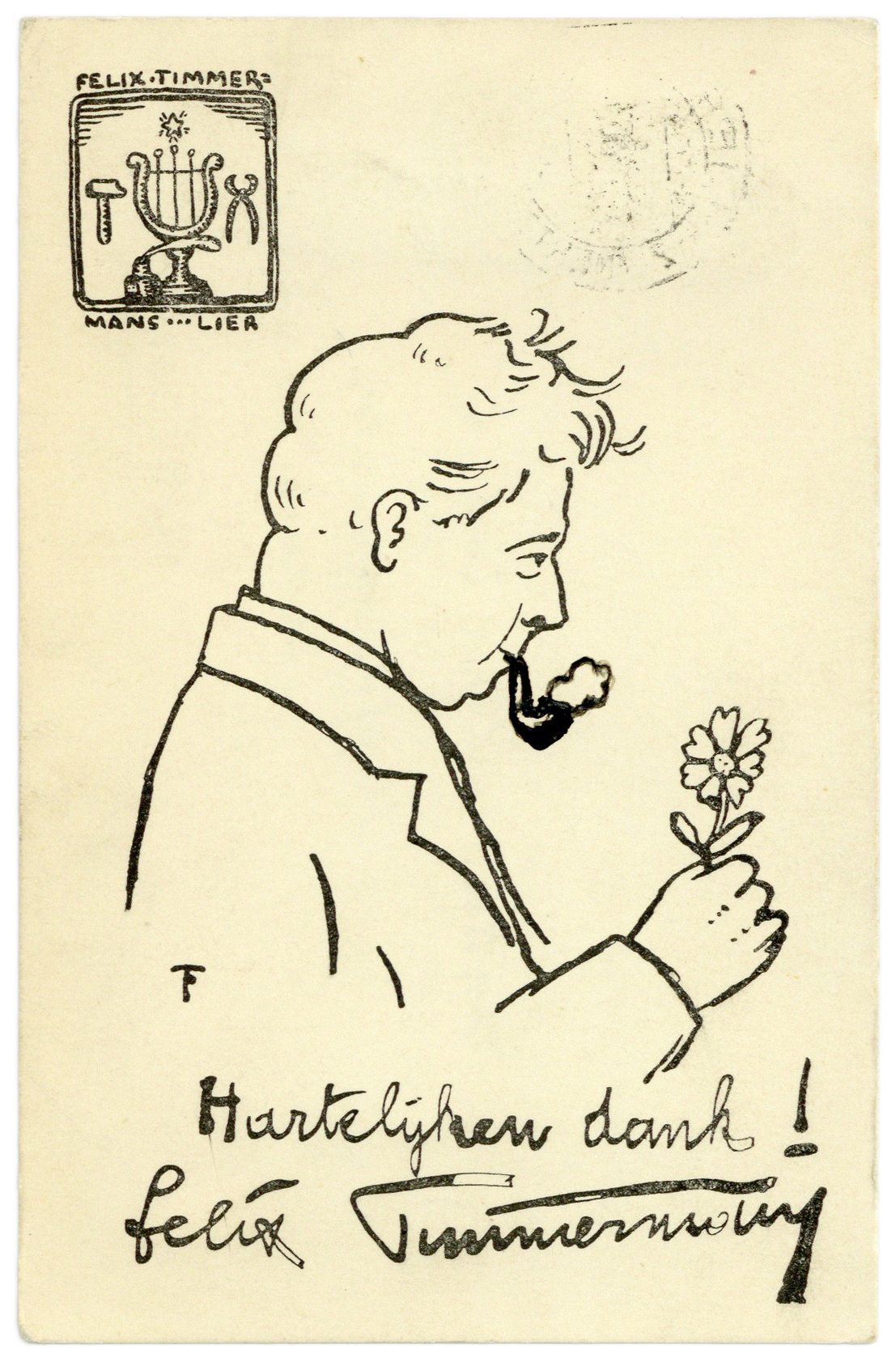
Zelfportret, Felix Timmermans, tekening, Letterenhuis (Antwerpen)

Felix Timmermans was een activist. Na de Eerste Wereldoorlog vluchtte hij naar Nederland om een veroordeling te ontlopen. Hij keerde begin 1920 ongehinderd terug. In 1922 kreeg hij de Staatsprijs voor Literatuur.
In 1936 werd zijn vijftigste verjaardag zowel in Vlaanderen, Nederland als Duitsland met veel aandacht gevierd.
Tijdens de eerste jaren van de Tweede Wereldoorlog was Timmermans redacteur van het Vlaams-nationalistische Volk. In 1942 ontving hij in Antwerpen van de Hamburgse universiteit de Rembrandtprijs. Als Vlaams-nationalist en in Duitsland bekende schrijver was hij een graag geziene figuur bij Duitse officieren tijdens de Duitse bezetting. Na de bevrijding van Lier op 4 september 1944 werd hij beschuldigd van culturele collaboratie en werd bijgevolg onder huisarrest geplaatst. De aanklacht werd geseponeerd op 22 december 1946. De reacties hierop uit de literaire wereld waren uiteenlopend. Als luidste klonk de stem van Toussaint van Boelaere. De criticus, die aanvankelijk een grote fan was van Timmermans, viel hem af omwille van zijn verdenking van culturele collaboratie.

### Dood
Op 6 augustus 1944 werd Timmermans getroffen door een kransslagadertrombose (hartinfarct). Hij stierf in Lier op 24 januari 1947. De begrafenisdienst vond plaats in de Sint-Gummaruskerk, waar hij ook was gedoopt. Timmermans werd begraven op het kerkhof Kloosterheide te Lier. Als aanwezigen op zijn begrafenis vermelden kranten onder andere Lode Baekelmans, Gerard Walschap, Maurice Gilliams, Antoon Thiry, Lode Monteyne en Willem Elsschot. Stijn Streuvels, genoemd als een "intiemen vriend" van Timmermans, werd ook verwacht, maar werd thuis gehouden door een zware verkoudheid.
In 1997, bij de herdenking van de 50e verjaardag van het overlijden van Felix Timmermans, werd in Lier een bronzen buste onthuld (beeldhouwster Anne-Marie Volders) op het Felix Timmermansplein.
In 2014 werd hij ook officieel ereburger van zijn thuisstad Lier.

## Publicaties

### Boeken[25]

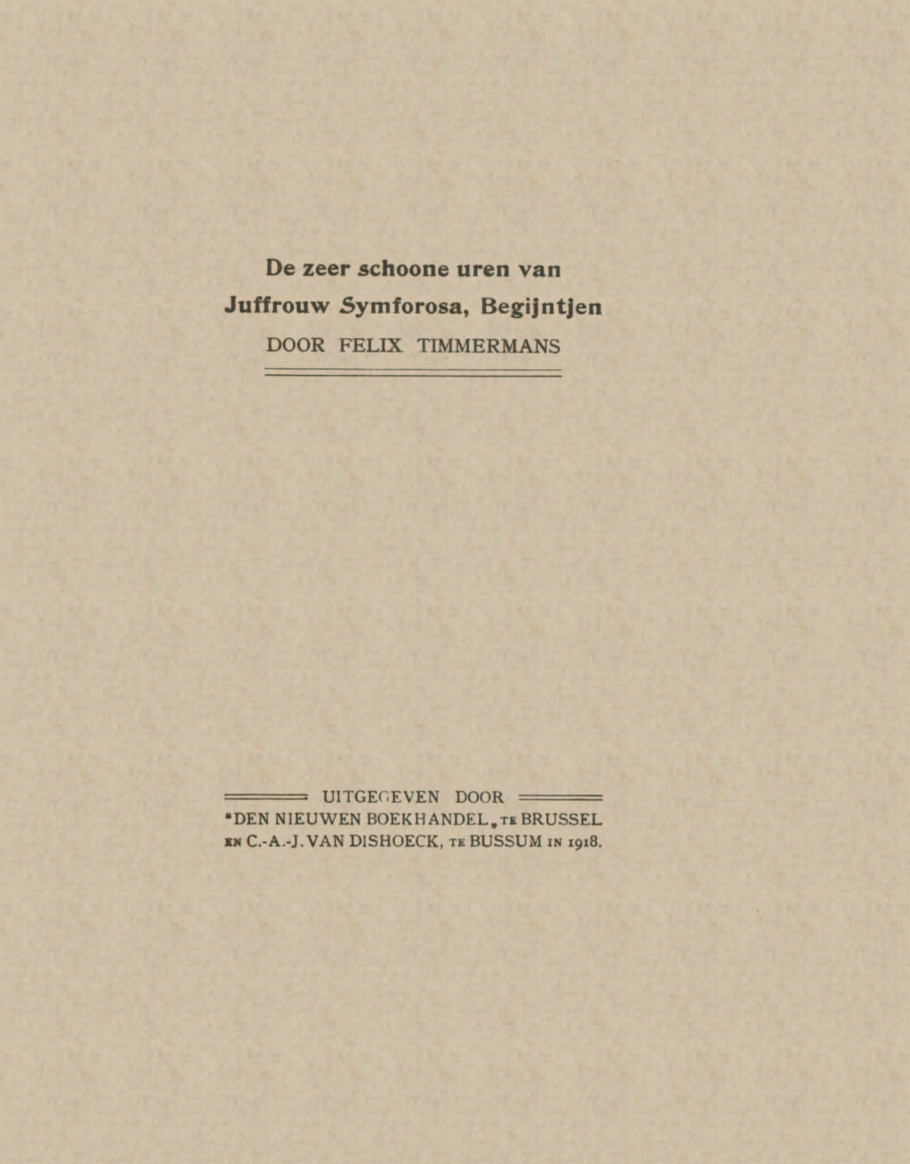
De zeer schone uren van Juffrouw Symforosa, begijntjen - 1918

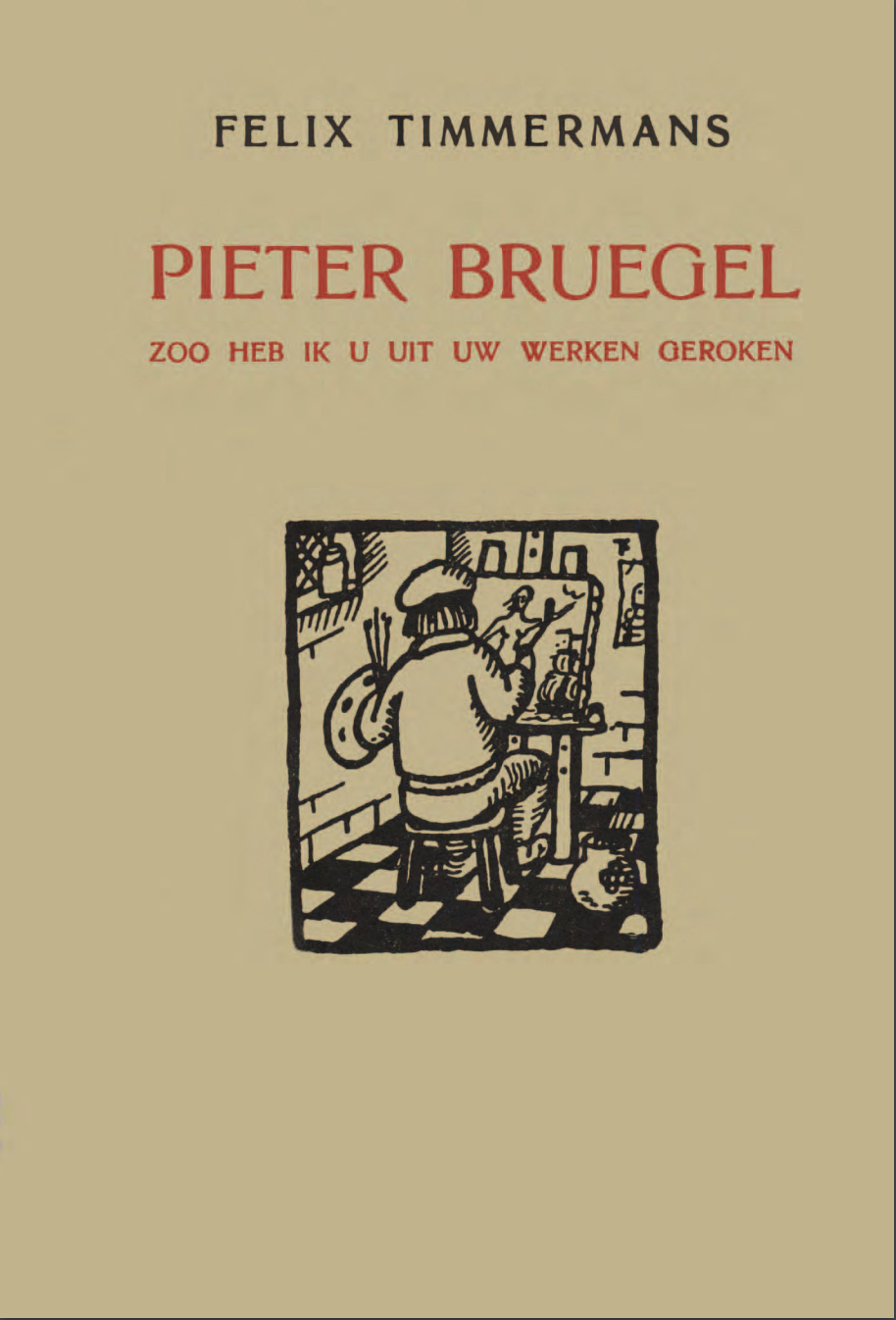
Pieter Breughel, zoo heb ik u uit uwe werken geroken - 1928

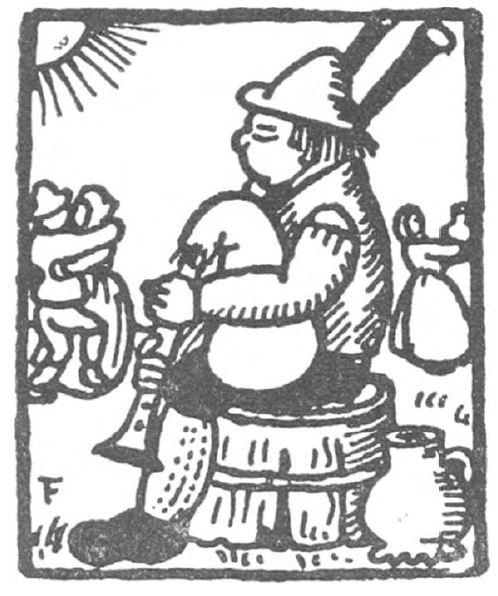
Illustratie uit Pieter Breughel, zoo heb ik u uit uwe werken geroken - 1928

- 1903: Timmermans schrijft zijn eerste gedicht.[6]
- 1905: Zeldzame verhalen uit Bagijnhofsproken.
- 1907: Door de dagen[a], Verzamelde gedichten. (geschreven onder het pseudoniem Polleke Van Mher)[2][5]
- 1907-1908: Wonderland.[b][c][d][e] Vertellingen verzameld door M.E. Belpaire & Hilda Ram; met pentekeningen van Felix Timmermans. 6 delen
- 1909: Ecce-Homo en het bange portieresken (later opgenomen in Bagijnhofsproken)
- 1910: Schemeringen van den dood[f] (zes novellen)
- 1911: Bagijnhof-sproken[g] (samen met Antoon Thiry)
- 1916: Pallieter[h] (eerste oplage 1225 ex.) zijn meesterwerk. (Verfilmd in 1976 en in meer dan 40 talen vertaald).[26]
- 1917: Het kindeken Jezus in Vlaanderen[i], werd als eerste werk van Timmermans vertaald in een andere taal (Duits)[14]
- 1917: De zeer schone uren van Juffrouw Symforosa begijntjen.[j] De eerste druk van De Zeer Schone Uren Van Juffrouw Symforosa Begijntjen in boekvorm verscheen in 1918, uitgave: Den Nieuwe Boekhandel, Brussel. Dit werk is in het publieke domein. Voor deze eerste druk van 1918 verscheen de oorspronkelijke Nederlandse versie in het oktober-novembernummer 1917 van De Nieuwe Gids.
- 1919: Boudewijn (Dierenepos in verzen)
- 1921: Anna-Marie[k]
- 1921: Boudewijn[l]
- 1921: Karel en Elegast. In proza naverteld[m] (bewerking)
- 1922: De Vier Heemskinderen[n] (bewerking)
- 1922: Uit mijn rommelkas. Rond het ontstaan van Pallieter en Het kindeke Jezus in Vlaanderen[o]
- 1923: Driekoningentriptiek[p]
- 1923: De ivoren fluit[q] (korte verhalen met Antoon Thiry)
- 1923: De pastoor uit den bloeyenden wijngaerdt[r]
- 1924: Het keerseken in den lanteern[s]
- 1924: Peter Bruegel. Feestgroet uitgesproken te Brussel op 31 Mei 1924
- 1924: Het kleuterboek[t] (Rijmpjes). Vert. van: Das Buch der Dinge. Ein Bilderbuch für ganz kleine Kinder. Berlin, Mauritius-Vlg., 1922
- 1925: Schoon Lier[u]
- 1925: En waar de ster bleef stille staan ...[v] (Kerstmislegende)
- 1925: Daar was eens... Vertelselrijmkens.[w] Uit den hoop gegrabbeld door Hendrik Van Tichelen; met prenten van Felix Timmermans
- 1925: De oranjebloemekens
- 1926: Naar waar de appelsienen groeien[x]
- 1926: Het hovenierken Gods
- 1928: Pieter Bruegel, zoo heb ik u uit uwe werken geroken[y]
- 1930: Vertelsels.[z] Bevat: Het verken als kluizenaar ; Perlamoena ; De juweelendiefstal ; De goede helpers ; Het versken
- 1931: De wilgen
- 1932: De harp van Sint-Franciscus[aa]
- 1933: Pijp en toebak[ab]
- 1934: De kerk van Strijthem
- 1934: Bij de krabbekoker[ac]
- 1935: Boerenpsalm[ad] (verfilmd in 1989)
- 1935: Driekoningen tryptiek = Triptyque de Noël[ae]
- 1936: Het Vlaamsche volksleven volgens Pieter Breughel[af]
- 1938: Ik zag Cecilia komen[ag]
- 1941: De familie Hernat[ah]
- 1942: Vertelsels[ai]
- 1943: Minneke-Poes[aj]
- 1943: Vertelsels.[ak] Tweede bundel
- 1943: Oscar Van Rompay (Lezing gehouden bij gelegenheid van de opening der tentoonstelling gewijd aan het werk van Oscar Van Rompay op 22 mei 1943, Stedelijk Kunstsalon, Antwerpen)
- 1943: Isidoor Opsomer. Een voordracht te Lier bij zijn benoeming tot baron
- 1943: Een lepel herinneringen
- 1944: Vertelsels II
- 1944: Adriaan Brouwer[al]
- 1944: Anne-Mie en Bruintje
- 1945: Vertelsels III
- 1947: Adagio (gedichten, postuum)
- 1951: Felix Timmermans verhaalt. Bevat: Het verksken, Ik zag Cecilia komen, "In de koninklijke vlaai", de bombardon, O.L. Vrouw der vissen, de Kerstmis-sater, De uil, De moedwillige verkenskop, De lange stenen pijp, De nood van Sinter-Klaas
- 1969: Jan de kraai en andere verhalen

### Toneelstukken
- 1907-1909: Holdijn (opgenomen in De Nieuwe Gids)[27]
- 1909-1910: De Zending (titel later gewijzigd naar Helta)[27]
- 1922: Mijnheer Pirroen[am][28] (samen met Eduard Veterman)
- 1924: En waar de sterre bleef stille staan[28] (samen met Eduard Veterman)(verfilmd in 2010)
- 1926: Leontientje[an][28] (samen met Eduard Veterman)
- 1930: De hemelsche Salomé[ao]
- 1938: Het kindeke Jezus in Vlaanderen (toneelbewerking door Karl Jacobs)
- 1938: Het filmspel van Sint-Franciscus
- 1943: Pieter Bruegel
- 1943: Die sanfte Kehle (oorspronkelijke titel: De zachte keel)

## Lier
Lier speelt een belangrijke rol in het leven en het werk van Timmermans. Het Lier ten tijde van Timmermans was een katholieke stad met een rijk verenigingsleven en vele kermissen en braderijen. Het is ook de regio van de Grote en Kleine Nete, waterlopen die het decor vormen van verschillende werken, o.a. Pallieter.
Timmermans schreef over zijn geboortestad:
"Waar de drie kronkelende Nethen een zilveren knoop leggen;

waar plots het spekbuikige, overvloedhoornige Brabant zich scheidt van ‘t mijmerend, magere Kempenland,

daar is het".

- Schoon Lier, 1925-1927

## Varia

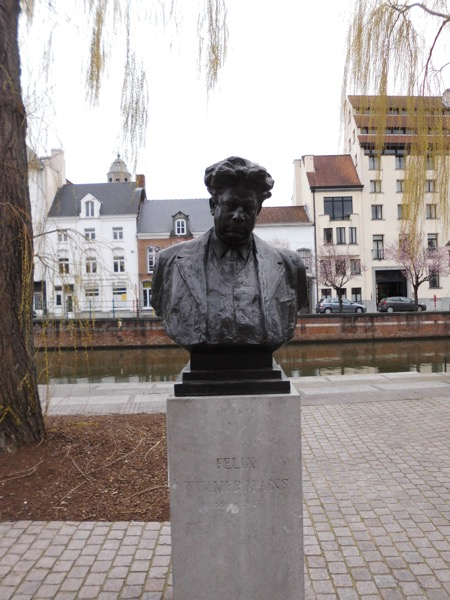
Buste van Felix Timmermans op het Timmermansplein in Lier

- Tezamen met drie andere bekende Lierenaars (Isidore Opsomer, Louis Zimmer en Lodewijk Van Boeckel) vormde hij het klavertje vier van Lier.[7]
- De Felix Timmermans is een trein die naar hem is vernoemd.[30]
- Een palingschuit van de moedige bootvissers in Lier[31] is genoemd naar een personage (Vettigen Teen) van een werk van Felix Timmermans (Onze-Lieve-Vrouw der Vissen).[32]
- De bibliotheek in Lier heet sinds 2016 "de Fé" naar Felix Timmermans.[33]
- De Nederlandse schrijver Antoon Coolen noemde zijn derde zoon Felix naar zijn voorbeeld Felix Timmermans.[34]
- Felix Timmermans' enige zoon, Gommaar Timmermans, werd later onder het pseudoniem GoT cartoonist; dochter Lia Timmermans werd schrijfster.[35][36]
- Timmermans' toneelstuk, "En waar de ster bleef stille staan" (1924) werd in 2010 verfilmd door Gust Van den Berghe als Little Baby Jesus of Flandr (doelbewust als "Flandr" geschreven in plaats van "Flanders"). De film werd opgenomen met mentaal gehandicapte acteurs en was het universitaire eindwerk van de regisseur. Ze werd geselecteerd voor de "Quinzaine des Réalisateurs" in Cannes.[37]
- Nog tijdens zijn leven verscheen het werk van Timmermans in 17 talen.[38] Na zijn dood werd zijn werk nog in tal van andere talen vertaald.[14]
- Timmermans wordt herdacht in talrijke straatnamen:
  - er is een Felix Timmermansplein (vroeger de Messenstraat[39]) in Lier waar zich ook een buste bevindt van Felix Timmermans gemaakt door Anne-Marie Volders[23]
  - een Felix Timmermansstraat vindt men in Assebroek, Beerse, Boortmeerbeek, Deurne, Izegem, Knokke-Heist, Lanaken, Lommel, Marke-Kortrijk, Zele, Zwijndrecht. In Nederland bevinden zich straten met deze naam in Deurne, Sittard, Vught en Waalwijk,
  - een Felix Timmermanslaan vindt men in Aartselaar, Sint-Niklaas, Hoeilaart, Lichtervelde, Lint, Machelen, Oostduinkerke, Reet, Tervuren, Zaventem, Zemst, Zoersel - en in Nederland in Bladel, Eindhoven, Rosmalen, Groningen, Hilvarenbeek en Uithoorn.
  - in Grobbendonk, waar Felix Timmermans een buitenverblijf had, is er een Timmermanslei, met als zijstraat daarvan de Pallieterdreef, genoemd naar zijn bekendste romanfiguur Pallieter.

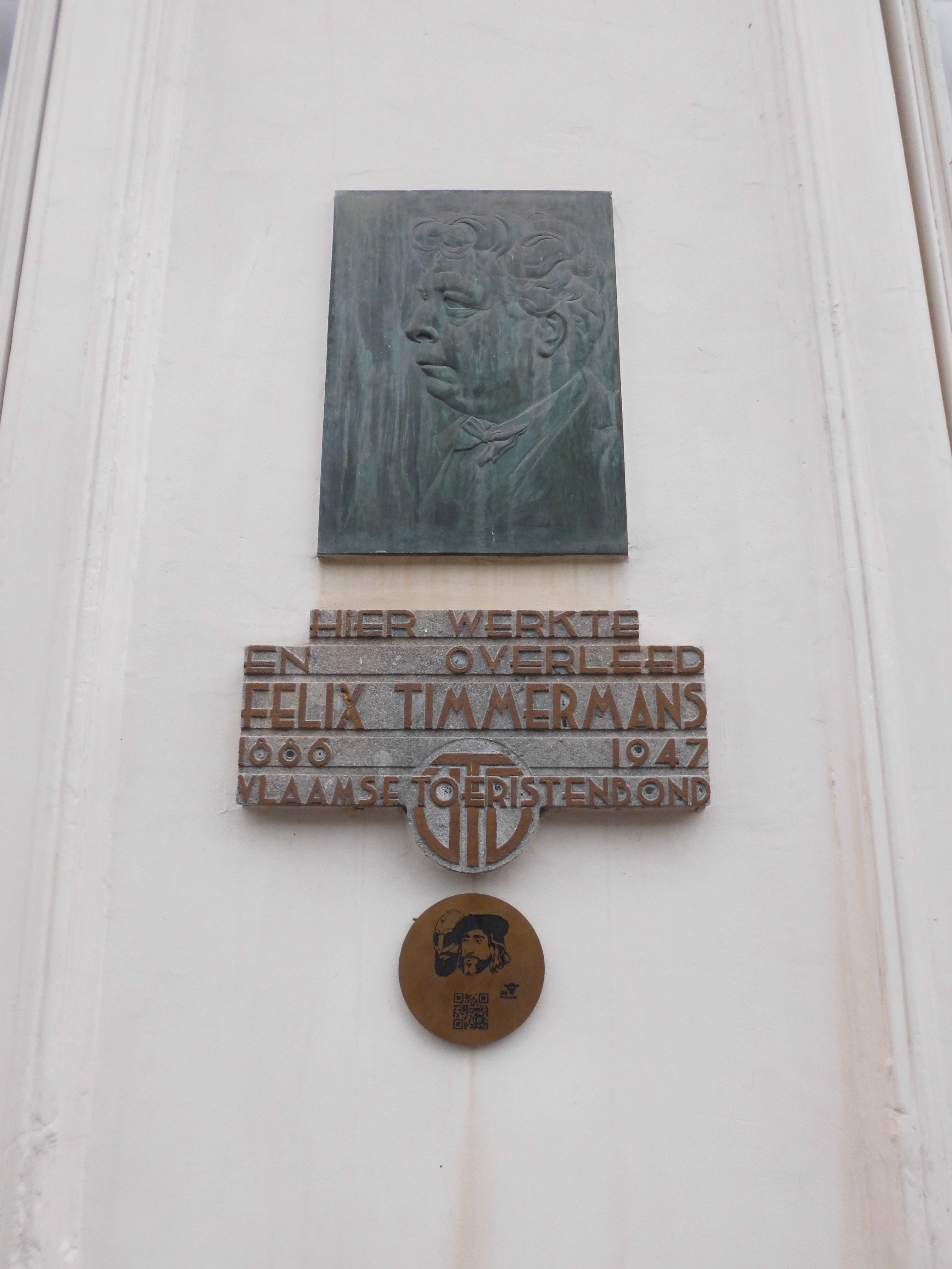
Herdenkingsteken Felix Timmermans aan het huis te Lier waar hij gewerkt heeft en is overleden